# ゴドラーノ
ゴドラーノ（イタリア語: Godrano, シチリア語: Gudranu）は、イタリア共和国シチリア自治州パレルモ県にある、人口約1,200人の基礎自治体（コムーネ）。

## 地理

### 位置・広がり
パレルモ県のコムーネ。県都パレルモから南南東へ24kmの距離にある。

#### 隣接コムーネ
隣接するコムーネは以下の通り。
- コルレオーネ
- マリネーオ
- メッツォイウーゾ
- モンレアーレ